# Eagle-Effekt
Der Eagle-Effekt (synonym paradoxes Zonenphänomen) bezeichnet eine verminderte Wirksamkeit von manchen Antibiotika bei hohen Bakterienkonzentrationen.

## Eigenschaften
Der Eagle-Effekt beschrieb ursprünglich die verminderte Wirkung von Penicillin bei hohen Dosen (eine paradoxe Reaktion), bezeichnet heute jedoch die verminderte Wirkung von β-Lactam-Antibiotika bei höheren Bakterienkonzentrationen, z. B. bei Infektionen mit Streptokokken der Serogruppe A. Verschiedene Mechanismen wurden als Ursachen für den Eagle-Effekt vorgeschlagen, darunter eine verminderte Expression von Penicillin-bindenden Proteinen in der stationären Phase, die Induktion von bakteriellen Resistenzmechanismen, Fällung des Penicillins, oder antagonistische Effekte. Im Tierversuch konnte der Eagle-Effekt bestätigt werden.

## Geschichte
Der Eagle-Effekt wurde erstmals 1948 durch Harry Eagle bei hohen Dosen von Penicillin beschrieben.